# Peng Shepherd
Peng Shepherd est une écrivaine américaine née à Phoenix en Arizona le 12 mai 1986. Sa mère est née à Taiwan avant de migrer aux États-Unis.

## Biographie
Elle a une formation en ballet classique ainsi qu'une maîtrise en beaux-arts (MFA) de l'Université de New-York.
Elle a vécu dans des villes aussi différentes que Pékin, Kuala Lumpur, Londres, New York ou Mexico.
En 2018, elle publie son premier roman Le livre de M, une dystopie, chez HarperCollins.

## Prix
Le Livre de M, a été récompensé par le Neukom Award 2019.
En 2022, The Future Library a été nommé au prix Hugo de la meilleure nouvelle longue et reçoit le Ignyte Awards.